# Syngonanthus mwinilungensis
Syngonanthus mwinilungensis là một loài thực vật có hoa trong họ Eriocaulaceae. Loài này được S.M.Phillips miêu tả khoa học đầu tiên năm 1997.